# Park Ztracenka
Park Ztracenka, někdy také Zahrada Ztracenka, je jeden z parků v Praze na Novém Městě, které se rozprostírají na svazích nad Albertovem. Ztracenka leží hned pod areálem Karlova. Po rekonstrukci ve stylu italské zahradní architektury byl park zpřístupněn v roce 2010. Z parku je výhled na Albertov, na Podskalí i na Vyšehrad.

## Historie a popis
Místo bezprostředně navazuje na areál Karlov, od kterého je oddělen zdí. Poměrně strmá, severně orientovaná stráň byla v minulosti snad kolem roku 1791 upravena a využívána jako zahrada, částečně jako vinice. Na plánech Prahy z roku 1816 je již zakreslena.
V období socialismu fungovala Ztracenka jako dětské hřiště, ale místo později nebylo udržované a stal se z něj zarostlý svah s několika prošlapanými cestičkami, často vyhledávaný lidmi bez domova.
V letech 2006–2010 proběhla celková rekonstrukce zahrady a její zpřístupnění veřejnosti. Úpravy v hodnotě asi 25 milionů korun byly realizovány pod vedením architekta Michala Gavlase. Většina starých dřevin byla vykácena a bylo vysazeno přes 70 nových stromů. Pomocí zídek z červených lícových cihel vznikly terasy připomínající například palácové zahrady pod Pražským hradem. Zahradu dotvářejí sadové úpravy, pěší mlatové cesty a místa pro posezení umožňující zajímavé výhledy na Vyšehrad s bazilikou sv. Petra a Pavla, na dolní část Nového Města okolo Vltavy i na kostel sv. Apolináře.
Celý areál Ztracenky je oplocený a na noc se uzavírá. Je průchozí se třemi vchody, umožňuje pěší propojení od Nuselského údolí z Folimanky k budovám Matematicko-fyzikální fakulty UK a k parku na Karlově, není ale bezbariérový. Jeden vstup v severovýchodním cípu zahrady se nachází u křížení ulic Ke Karlovu a Boženy Němcové, další vchod je z podesty v horní části schodiště v ulici Horská, třetí vstup je v jihozápadní části zahrady opět z podesty v dolní části schodiště v Horské.
V roce 2022 přibylo propojení s Albertovskými schody.

## Zajímavosti
V hlavní ose zahrady je několik teras s vyhlídkami. Na jedné z nich je Pomník obětem dvou totalitních režimů, tvořený třemi kusy kamene. Jeho autory jsou architekt Ondřej Tuček a sochař Ladislav Sorokáč. Dalším terasám měly původně dominovat sochy archandělů Gabriela a Rafaela, to ale nakonec nebylo realizováno.